# Piranosio deidrogenasi (accettore)
La piranosio deidrogenasi (accettore) è un enzima appartenente alla classe delle ossidoreduttasi, che catalizza la seguente reazione:
(1) piranosio + accettore ⇄ 2-deidropiranosio (o 3-deidropiranosio or 2,3-dideidropiranosio) + accettore ridotto
(2) un piranoside + accettore ⇄ un 3-deidropiranoside (o un 3,4-dideidropiranoside) + accettore ridotto
L'enzima richiede FAD. Possono agire da donatori di elettroni numerosi aldosi e chetosi in conformazione piranosidica, glicosidi, gluco-oligosaccaridi, saccarosio e lattosio. Possono invece essere accettori 1,4-benzochinone o uno ione ferrocenico (ottenuto da ferrocene ossidato attraverso la rimozione di un elettrone). Gli zuccheri sono ossidati nella loro forma piranosidica e non in quella furanosidica.
A differenza della piranosio ossidasi, questo enzima fungino non interagisce con O2 e mostra una elevata tolleranza di substrato con una variegata regioselettività (C-3, C-2 o C-3 + C-2 o C-3 + C-4) per la (di)ossidazione di diversi zuccheri. Il D-glucosio è preferenzialmente ossidato presso il C-3, ma può anche essere ossidato presso C-2 + C-3. L'enzima agisce anche su 1→4-α- e 1→4-β-gluco-oligosaccaridi, gluco-oligosaccaridi non-riducenti ed L-arabinosio, che non sono substrati della piranosio ossidasi. 